# Heiligenbrunn
Heiligenbrunn ([ˈhailiɡenˈbrʊnː]) è un comune austriaco di 810 abitanti nel distretto di Güssing, in Burgenland

## Geografia fisica
Il comune è diviso in cinque frazioni: Deutsch Bieling, Hagensdorf im Burgenland, Heiligenbrunn, Luising e Reinersdorf.

## Storia
Una località con il nome di "Heiligen Brunnen" viene menzionata per la prima volta nel 1198 in un documento dei Cistercensi per il suo pozzo sacro, fonte la cui acqua avrebbe diverse proprietà terapeutiche (tanto che nel XX secolo il famoso oculista Ladislaus Batthyány-Strattmann la usò per curare dei disturbi agli occhi).
La località ha fatto parte (come tutto il Burgenland fino al 1920-1921) dell'Ungheria (la "Deutsch-Westungarn", "Ungheria occidentale tedesca"). Dal 1898, sulla base della magiarizzazione promossa dal governo di Budapest, venne largamente diffuso il nome ungherese "Szentkút". Dopo la prima guerra mondiale, la Deutsch-Westungarn, sulla base del Trattato del Trianon e di quello di Saint-Germain-en-Laye, divenne austriaca; nel 1921 venne creato il Land del Burgenland e Heiligenbrunn entrò a farne parte.